# Богущенко Яків Тимофійович
Яків Тимофійович Богущенко, або Бузченко, по вуличному — Царько (1850-і. хут. Катричівка Валківського повіту — ?) — український кобзар. Вчився один рік і два місяці у Карпа Назаренка із Сніжкового Кута біля Валок. У 1902 році був «при повному здравії» й активно кобзарював. В репертуарі переважко канти та псальми,